# Wilhelm Freddie
Christian Frederik Wilhelm ”Freddie” Carlsen, född 7 februari 1909 i Köpenhamn, död 26 oktober 1995, var en dansk målare och skulptör, förknippad med surrealismen.

## Biografi
Wilhelm Freddie var son till stallmästaren Vilhelm Christian Carlsen och Carla Josephine Pedersen och gift första gången med Emmy Ella Hirsch och andra gången från 1938 med Lillian Elisa Bræmer. Freddie var som konstnär autodidakt men genomgick Kunstakademiets grafikskola i Köpenhamn 1931.
Freddie började sin karriär med en abstrakt period men ändrade under inflytande av Salvador Dalí inriktning och blev Danmarks ende renodlade företrädare för den realistiska surrealismen, som bygger på ”omöjliga” kombinationer av realistiska detaljer, och utskiljde sig markant från andra surrealistiska konstnärer i Danmark.
Han blev 1936 inbjuden att delta i International Surrealist Exhibition på New Burlington Galleries i London, men större delen av hans bilder blev då beslagtagna av den engelska tullen. Hans konst hade ofta tydliga erotiska inslag och han är den ende danske konstnär som fått uppleva att bli polisanmäld för att han framställt ”otuktiga konstverk”. Vid en separatutställning i Köpenhamn 1937 stängde polisen den förargelseväckande utställningen och efter en långvarig process konfiskerades sju målningar och en skulptur. Han dömdes även till tio dagars fängelse för sina ”pornografiska överdrifter”. Samma år medverkade han i utställningen Surrealismen i Norden på Galleri Pictura i Lund.
Under den tyska ockupationen av Danmark förföljdes han av Gestapo för sina antinazistiska målningar, flydde till Sverige och var bosatt i Stockholm 1944–1950. Han var mycket aktiv under denna period och medverkade i ett flertal uppmärksammade utställningar, bland annat på Galerie S:t Lucas i Stockholm 1945 och på Nessimhallen i Malmö 1951.
Trots kritiken av vissa delar av hans konst vann han erkännande och fick mottaga flera utmärkelser och medaljer. Han utgav 1945 en mapp med originallitografier där texterna skrevs av Gösta Adrian-Nilsson. Freddie är representerad vid bland annat Göteborgs konstmuseum och Nationalmuseum i Stockholm.